# Парламентские выборы во Франции (2007)
Парламентские выборы 2007 года во Франции состоялись 10 июня и 17 июня. На них было избрано 13-oe Национальное собрание Пятой республики.

## Контекст
Эти парламентские выборы проходили всего через месяц после президентских, поэтому ожидалось, что избранный президентом Николя Саркози сможет получить в новом Национальном собрании президентское большинство, как это случилось на выборах 2002 года. Неопределённость возникала в связи с формированием Франсуа Байру, который получил 18,5 % голосов в первом туре президентских выборов, нового «Демократическое движение» (MoDem), что дало ему повод говорить о «третьем туре». Однако, это не подтвердилось, возможно, из-за того, что большинство депутатов от партии Байру откололись от него и присоединились к президентскому большинству.

## Система выборов
Во Франции представители избираются в законодательный орган страны Национальное собрание на 5 лет на основе прямого всеобщего избирательного права. Выборы проходят в 2 тура. Если в первом туре (10 июня) кандидат получает абсолютное большинство голосов (более 50 %), то при условии участия не менее 25 % зарегистрированных избирателей, он считается избранным в первом туре и второй тур не проводится. Если же никто из кандидатов не избирается в первом туре, то проводится второй тур. 
Во втором туре (17 июня)  участвуют все кандидаты, получившие по крайней мере 12,5 % или более голосов зарегистрированных избирателей. Таким образом, во второй тур могут пройти более двух кандидатов. Для того, чтобы быть избранным во втором туре, кандидат уже должен получить простое большинство голосов. 
В более экзотических случаях, когда никто из кандидатов не получает более 12,5 % голосов, второй тур проводится между двумя кандидатами, получившими более всех голосов. Есть также правило, гласящее, что в случае, когда два кандидата получают одинаковое количество голосов, избирается старший из них.

## Результаты

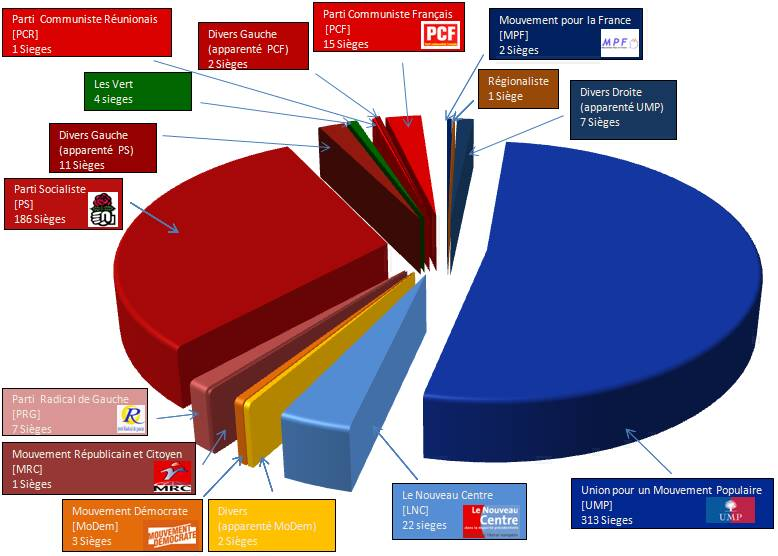
Распределение мест после выборов

| Партии и коалиции                            | Партии и коалиции | Сокр.  | Голоса (тур 1) | (тур 1) % | Места (тур 1) | Голоса (тур 2) | (тур 2) % | Всего мест |
| -------------------------------------------- | --- | ------ | -------------- | --------- | ------------- | -------------- | --------- | ---------- |
|                                              | Союз за народное движение (Union pour un mouvement populaire)                                                        | UMP    | 10 289 028     | 39,54     | 98            | 9 463 408      | 46,37     | 313        |
|                                              | Новый центр (Nouveau centre)                                                                                         | NC     | 616 443        | 2,37      | 7             | 432 921        | 2,12      | 22         |
|                                              | Социалистическая партия (Parti socialiste)                                                                           | PS     | 6 436 136      | 24,73     | 1             | 8 622 529      | 42,25     | 186        |
|                                              | Национальный фронт (Front national)                                                                                  | FN     | 1 116 005      | 4,29      | 0             | 17 107         | 0,08      | 0          |
|                                              | Демократическое движение (Mouvement Démocrate)                                                                       | MoDem  | 1 981 121      | 7,61      | 0             | 100 106        | 0,49      | 3          |
|                                              | Французская коммунистическая партия (Parti communiste français)                                                      | PCF    | 1 115 719      | 4,29      | 0             | 464 739        | 2,28      | 15         |
|                                              | Зелёные (Les Verts)                                                                                                  |        | 845 884        | 3,25      | 0             | 90 975         | 0,45      | 4          |
|                                              | Прочие правые партии                                                                                                 | DVD    | 641 600        | 2,47      | 2             | 238 585        | 1,17      | 9          |
|                                              | Охота, рыбалка, природа, традиции (Chasse, pêche, nature, traditions)                                                | CPNT   | 213 448        | 0,82      | 0             |                |           |            |
|                                              | Радикальная левая партия (Parti radical de gauche)                                                                   | PRG    | 343 580        | 1,31      | 0             | 333 189        | 1,63      | 7          |
|                                              | Ультралевые Революционная коммунистическая лига - Рабочая борьба (Ligue communiste révolutionnaire - Lutte ouvrière) | LCR-LO | 887 887        | 3,41      | 0             |                |           |            |
|                                              | Прочие экологисты |        | 208 465        | 0,80      | 0             |                |           |            |
|                                              | Прочие левые партии                                                                                                  | DVG    | 513 457        | 1,97      | 0             | 503 674        | 2,47      | 15         |
|                                              | Движение за Францию (Mouvement pour la France)                                                                       | MPF    | 312 587        | 1,20      | 1             |                |           | 1          |
|                                              | Регионалисты |        | 131 585        | 0,51      | 0             | 106 459        | 0,52      | 1          |
|                                              | Другие ультраправые Национальное республиканское движение (Mouvement national républicain)                           |        | 102 100        | 0,39      | 0             |                |           |            |
|                                              | Прочие |        | 267 987        | 1,03      | 0             | 33 068         | 0,16      | 1          |
|                                              | Всего |        | 26 023 052     | 100       | 110           |                | 100       | 577        |
| Не участвовало: 39,56% (тур 1), 40,02(тур 2) | |        |                |           |               |                |           |            |

Места подтверждены Министерством внутренних дел Франции.

## Избирательная кампания
Общее настроение избирательной кампании говорило о том, что поражение лишь недавно выбранного президента на этих парламентских выборах маловероятно. Опросы (на 18 мая) свидетельствовали о том, что Союз за народное движение Николя Саркози получит абсолютное большинство в Национальном собрании (от 317 до 381 из 577 мест), социалисты — 151-200 мест, коммунисты — 14-21 мест, Демократическое движение — до 4 мест и зелёные могут получить 1-2 места.. 
Назначение премьер-министром Франсуа Фийона сыграло положительную роль для президентского большинства и повысило ожидаемое количество мест для него до 379-431. Повышение рейтинга президентской партии произошло за счёт Демократического движения и Национального фронта, тогда как рейтинг левых партий остался относительно стабильным. 
На 577 мест в Национальном собрании претендовало 7540 кандидатов.

### Новое президентское большинство
В президентское большинство входили Союз за народное движение Николя Саркози и Новый центр, образовавшийся из бывших членов Союза за французскую демократию, несогласных с политикой Франсуа Байру. Эти партии ассоциировали себя с программой президента Саркози. Франсуа Фийон, новый премьер-министр правительства Николя Саркози,  руководил парламентской деятельностью Союза за народное движение с 2006 года под лозунгом «Вместе за президентское большинство». 
Он заявлял, что его цель - не только получить большинство в парламенте, но и получить большинство голосов при всеобщем голосовании для достижения полной легитимности своего правительства. 
На выборах Союз за народное движение (UMP) был представлен 546 кандидатами в депутаты, в которые входили:
- 2 кандидатов от Национального центра независимых и аграриев, ассоциированных с UMP;
- 22 кандидата, вышедших из Союза за французскую демократию и объединившихся с UMP;
- 2 кандидата из «Движение за Францию» по договору с UMP;
- 2 кандидата из Союза за французскую демократию;
- 2 кандидата, ассоциированных с UMP.

### Социалисты: снова в оппозиции?

Франсуа Олланд, первый секретарь Социалистической партия и Сеголен Руаяль, 29 марта. Концертный зал Зенит, Париж

Социалистическая партия проводила свою предвыборную кампанию под лозунгом «Левые — те, кто действуют, левые — те, кто защищают». Цель кампании была — не отдать всю власть правым. Большинство признавало, что СПФ находится в кризисе и требует реформы. Однако, не было согласия относительно природы реформирования. Такой влиятельный социалист, как Доминик Стросс-Кан, критиковавший предвыборную президентскую кампанию Сеголен Руаяль, считал, что партия должна принять рыночную экономику, то есть стать фактически социал-демократической. Однако, другие лидеры (Лоран Фабиус, Жан-Люк Меленшон) хотели позиционировать СПФ, наоборот, левее. Сеголен Руаяль же считала, что необходимо срочно после выборов проводить съезд партии для решения вопроса о выдвижении кандидата на следующих президентских выборах 2012 года. 
Первый секретарь партии Франсуа Олланд руководил предвыборной кампанией и отрицательно отреагировал на вхождение социалистов в кабинет Франсуа Фийона. Он считал, что это будет в любом случае правое правительство.  После того, как Бернар Кушнер вошёл в правительство, Олланд заявил, что тот «больше не состоит в СПФ». 
СПФ сформировала предвыборную платформу с Левой радикальной партией (PRG) и Республиканским и гражданским движением (MRC). СПФ пыталась безуспешно договориться с зелёными. Не удалось договориться с коммунистами. Объединённые PS-PRG-MRC выдвинуло 543 кандидата, из которых 501 социалист и 32 левых радикалов. 
Прогнозы на основе голосования во время президентских выборов предсказывали, что социалисты могут получить от 151 до 200 мест в Национальном собрании (в предыдущем Национальном собрании было 142 места).

### Центристы «Демократического движения» включаются в игру

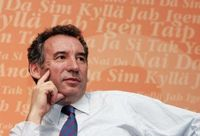
Франсуа Байру, президент UDF и основатель MoDem

Демократическое движение, основанное Франсуа Байру в мае 2007 на базе Союза за французскую демократию, пытается найти своё место на французской политической сцене.
Уход 18 из 29 депутатов предыдущего Национального собрания, представлявших партию Байру, в президентское большинство (они создали объединение «Новый центр») создал значительное препятствие для центристов Байру. Хотя большинство членов партии и поддержали Байру, но нехватка опытных кадров потребовала немедленного вовлечения новых политиков. С другой стороны, в новое Демократическое движение вошли свежие люди, которые раньше никогда не занимались политикой. 
Количество членов нового движения превысило 75 тысяч, включая много молодых кадров. В него вошло политическое движение Cap 21 (Гражданство, Действие, Участие за 21 век), основанное в 1996 году Корин Лепаж, некоторые члены зелёных, включая Жан-Люка Бенамиа. 
Всего на платформе UDF-MoDem в выборах участвовало 535 кандидата, из которых около 40 - это выходцы из CAP 21 и зелёных. 
Прогнозы показывали, что на этих выборах движение могло достичь лишь относительно скромных результатов: от 1 до 6 мест в Национальном собрании, то есть значительно меньше, чем на предыдущих (29 мест).

## Опросы общественного мнения

### Май
| Партия | Партия                                                                     | Результаты 2002 | CSA 06/05 | Ifop 15/05 | Ipsos 16/05 | BVA 18/05 | TNS 21/05 | Ispos 23/05 | BVA 24/05 | CSA 24/05 | Ipsos 25/05 | Ifop 25/05 | Ipsos 26/05 | Ipsos 28/05 | Ispos 29/05 | TNS 29/05 | Ipsos 30/05 | Ipsos 31/05 |
|        | Союз за народное движение-Новый центр (UMP-NC) - Президентское большинство | 33,3%           | 35,0%     | 37,0%      | 40,0%       | 36,0%     | 40,0%     | 41,5%       | 42,0%     | 37,0%     | 43,5%       | 41,0%      | 43,0%       | 43,5%       | 43,0%       | 42,0%     | 43,5%       | 43,5%       |
|        | Социалистическая партия (PS)                                               | 24,1%           | 30,0%     | 28,0%      | 28,0%       | 30,0%     | 28,0%     | 29,0%       | 30,0%     | 26,0%     | 27,5%       | 27,5%      | 28,0%       | 28,5%       | 29,5%       | 27,0%     | 29,5%       | 29,5%       |
|        | Союз за французскую демократию- Демократическое движение (UDF-MoDem)       | 4,8%            | 15,0%     | 14,0%      | 10,0%       | 12,0%     | 15,0%     | 8,5%        | 9,0%      | 12,0%     | 9,5%        | 12,0%      | 9,5%        | 9,0%        | 8,5%        | 10,0%     | 7,5%        | 7,0%        |
|        | Национальный фронт (FN)                                                    | 11,3%           | 8,0%      | 7,0%       | 8,0%        | 8,0%      | 3,5%      | 5,5%        | 5,0%      | 8,0%      | 5,0%        | 6,0%       | 4,5%        | 4,0%        | 4,5%        | 4,0%      | 4,5%        | 5,0%        |
|        | Коммунистическая партия (PCF)                                              | 4,8%            | 2,0%      | 4,0%       | 3,5%        | 3,0%      | 3,5%      | 4,0%        | 3,0%      | 3,0%      | 4,0%        | 3,5%       | 4,0%        | 4,0%        | 3,5%        | 4,0%      | 3,5%        | 3,0%        |
|        | Зелёные                                                                    | 4,5%            | 1,0%      | 4,0%       | 4,0%        | 4,0%      | 4,0%      | 3,5%        | 3,5%      | 5,0%      | 2,5%        | 4,0%       | 2,5%        | 3,0%        | 3,0%        | 3,0%      | 3,0%        | 3,5%        |
|        | Рабочая борьба- Лига революционных коммунистов (LO-LCR)                    | 2,5%            | 3,0%      | 3,0%       | 3,0%        | 3,0%      | 3,5%      | 4,0%        | 4,5%      | 5,0%      | 3,0%        | 2,0%       | 3,0%        | 3,0%        | 3,0%        | 4,0%      | 3,0%        | 2,5%        |
|        | Прочие                                                                     | 17,4%           | 6,0%      | 3,0%       | 3,5%        | 4,0%      | 3,5%      | 4,0%        | 3,0%      | 4,0%      | 4,5%        | 4,0%       | 5,0%        | 4,0%        | 4,5%        | 6,0%      | 5,5%        | 6,0%        |

### Июнь
| Партия | Партия                                                                     | Результаты 2002 | Ipsos 01/06 | Ifop 01/06 | Ipsos 02/06 | Ipsos 04/06 | Ipsos 05/06 | BVA 05/06 | Ipsos 06/06 | TNS 06/06 | CSA 07/06 | Ipsos 07/06 | Ipsos 08/06 | TNS 08/06 | CSA 08/06 | Ipsos 09/06 |
|        | Союз за народное движение-Новый центр (UMP-NC) - Президентское большинство | 33,3%           | 43,5%       | 41,0%      | 43,0%       | 42,5%       | 41,5%       | 42,0%     | 41,5%       | 41,5%     | 41,0%     | 43,0%       | 41,5%       | 41,5%     | 41,0%     | 41,5%       |
|        | Социалистическая партия (PS)                                               | 24,1%           | 29,5%       | 27,0%      | 29,0%       | 29,0%       | 29,0%       | 28,0%     | 29,0%       | 29,5%     | 28,0%     | 28,0%       | 29,5%       | 29,5%     | 28,0%     | 29,5%       |
|        | Союз за французскую демократию- Демократическое движение (UDF-MoDem)       | 4,8%            | 7,5%        | 9,0%       | 8,0%        | 9,0%        | 9,0%        | 8,0%      | 9,0%        | 10,0%     | 7,0%      | 9,0%        | 10,0%       | 10,0%     | 7,0%      | 10,0%       |
|        | Национальный фронт (FN)                                                    | 11,3%           | 4,5%        | 6,0%       | 5,0%        | 5,5%        | 6,0%        | 5,0%      | 5,5%        | 4,0%      | 6,0%      | 5,0%        | 5,5%        | 4,0%      | 6,0%      | 5,5%        |
|        | Коммунистическая партия (PCF)                                              | 4,8%            | 3,0%        | 4,5%       | 3,5%        | 3,5%        | 3,5%        | 4,0%      | 4,0%        | 3,0%      | 4,0%      | 4,0%        | 3,5%        | 3,0%      | 4,0%      | 3,5%        |
|        | Зелёные                                                                    | 4,5%            | 4,0%        | 3,0%       | 4,0%        | 3,5%        | 3,0%        | 3,0%      | 3,0%        | 3,0%      | 4,0%      | 3,0%        | 2,5%        | 3,0%      | 4,0%      | 2,5%        |
|        | Рабочая борьба- Лига революционных коммунистов (LO-LCR)                    | 2,5%            | 2,5%        | 4,0%       | 2,5%        | 2,5%        | 3,0%        | 3,0%      | 3,0%        | 3,5%      | 4,0%      | 3,0%        | 2,5%        | 3,5%      | 4,0%      | 2,5%        |
|        | Прочие                                                                     | 17,4%           | 5,5%        | 5,5%       | 5,0%        | 5,0%        | 5,0%        | 7,0%      | 5,0%        | 5,5%      | 6,0%      | 5,0%        | 5,0%        | 5,5%      | 6,0%      | 5,0%        |